# Лінгвістична змінна
Лінгвістична змінна (англ. Linguistic variable) — це одне з ключових понять нечіткої логіки. Суть даного поняття полягає в тому, що конкретні значення числової змінної {\displaystyle x} зазвичай піддають людській суб'єктивній оцінці, причому результат такої оцінки виражено природною мовою.
Поняття «лінгвістична змінна» в її спрощеній формі задається у вигляді:
де {\displaystyle X} — назва лінгвістичної змінної; {\displaystyle T(X)} — множина її значень (терм-множина), що являють собою найменування нечітких змінних, областю визначення кожної з яких є множина {\displaystyle X}; {\displaystyle E=\{e\}} — універсум, тобто весь діапазон значень змінної {\displaystyle X}; {\displaystyle G} — синтаксичне правило, що породжує назви нечіткої змінної (тобто терм); {\displaystyle M} — семантичне правило, яке ставить у відповідність кожній нечіткій змінній {\displaystyle X} її значення {\displaystyle \mu (x)}.
Терм-множина {\displaystyle T(X)} – це множина всіх можливих значень лінгвістичної змінної. Терм – будь-який елемент терм-множини. У теорії нечітких множин терм формалізується нечіткою множиною за допомогою функції належності.
Наочним прикладом нечіткої логіки можна навести відповіді людей на питання: «Чи холодно вам зараз?». Здебільшого люди розуміють, що йдеться не про абсолютну температуру за шкалою Цельсія, а про особисте сприйняття температури. Для багатьох людей +15 °C буде цілком теплою, інші потрактують таку температуру як прохолодну. На відміну від людей, машини не здатні проводити таку тонку градацію. Якщо стандартом визначення холоду буде «температура нижче +15 °C», то +14,99 °C буде розцінюватися як холод, а +15 °C — не буде.
Назвемо цю групу визначень лінгвістичною змінною з ім'ям {\displaystyle X} = «температура в кімнаті», яка описує суб'єктивне сприйняття температури людиною. Тоді інші параметри змінної можна визначити таким чином:
1) універсальна множина {\displaystyle E=[5,35]};
2) терм-множина {\displaystyle T(X)} = {«холодно», «комфортно», «жарко»} з такими функціями належності:
{\displaystyle \mu _{cold}(x)={\frac {1}{1+{\biggl (}{\frac {U-10}{7}}{\biggr )}^{12}}}}, {\displaystyle \mu _{comfort}(x)={\frac {1}{1+{\biggl (}{\frac {U-20}{3}}{\biggr )}^{6}}}} та {\displaystyle \mu _{hot}(x)={\frac {1}{1+{\biggl (}{\frac {U-30}{6}}{\biggr )}^{10}}}}.

На рис. 1. зображено графік, що допомагає зрозуміти те, як людина сприймає температуру. Температуру в +10 °C людина сприймає як холод, а температуру в +30 °C – як спеку. Температура в +15 °C одним здається низькою, іншим – достатньо комфортною. 
3) синтаксичне правило {\displaystyle G}, що породжує нові терми з використанням квантифікаторів «І», «АБО», «НЕ», «ДУЖЕ», «БІЛЬШ/МЕНШ» та ін.;
4) семантичне правило {\displaystyle M} — це процедура, яка ставить у відповідність кожному новому терму {\displaystyle X} нечітку множину. Якщо терми А та В мали функції належності {\displaystyle \mu _{A}(x)} та {\displaystyle \mu _{B}(x)} відповідно, то нові терми будуть мати функції належності, задані в таблиці 1.
| Квантіфікатор | Функція належності                           |
| ------------- | -------------------------------------------- |
| не t          | {\displaystyle 1-\mu _{t}(x)}                |
| дуже t        | {\displaystyle (\mu _{t}(x))^{2}}            |
| більш/менш t  | {\displaystyle {\sqrt {\mu _{t}(x)}}}        |
| А І B         | {\displaystyle min(\mu _{A}(x),\mu _{B}(x))} |
| А АБО B       | {\displaystyle max(\mu _{A}(x),\mu _{B}(x))} |

### Приклад використання лінгвістичних змінних в системах нечіткого виведення.
Розглянемо систему нечіткого виведення, що описується трьома параметрами: температура, тиск та витрати робочої речовини. Всі показники вимірювані, та множина можливих значень відома. Також з досвіду роботи з системою відомі деякі правила, що пов'язують значення цих параметрів. Припустимо, що зламався датчик, що вимірював значення одного з параметрів системи, але знати його показання потрібно хоча б приблизно. Тоді постає завдання про пошук цього невідомого значення (нехай це буде тиск) за відомих показників двох інших параметрів (температура та витрати). Зв'язок цих величин у вигляді продукційних правил подано нижче:
p1. якщо «Температура низька» і «Витрати малі», то «Тиск низький»;
p2. якщо «Температура середня», то «Тиск середній»;
p3. якщо «Температура висока» або «Витрати великі», то «Тиск високий».
Температура, тиск та витрати – лінгвістичні змінні.
Етап фазифікації:
1) Вхідна лінгвістична змінна «Температура». Універсум — відрізок [0, 150]. Початкова множина термів {Висока, Середня, Низька}. Функції належності термів мають наступний вигляд (рис. 2):

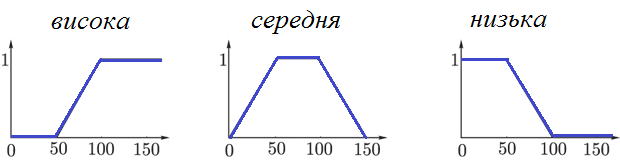
Рисунок 2 ౼ Функції належності термів лінгвістичної змінної «Температура»

3) Вхідна лінгвістична змінна «Витрати». Універсум — відрізок [0, 8]. Початкова множина термів {Великий, Середній, Малий}. Функції належності термів мають такий вигляд (рис. 3):

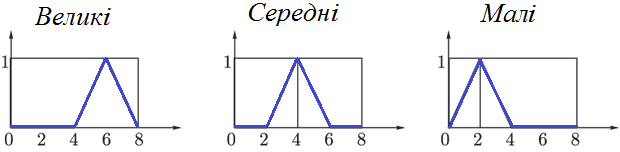
Рисунок 3 — Функції належності термів лінгвістичної змінної «Витрати»

2) Вихідна лінгвістична змінна «Тиск». Універсум — відрізок [0, 100]. Початкова множина термів {Високий, Середній, Низький}. Функції належності термів мають такий вигляд (рис. 4):

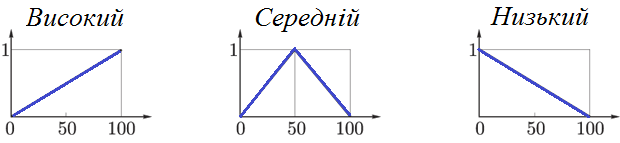
Рисунок 4 — Функції приналежності термів лінгвістичної змінної «Тиск»

Нехай відомі значення змінних «Температура» — 85 та «Витрати» — 3,5. Зробимо розрахунок значення тиску.
Етап агрегування — за заданими значеннями вхідних параметрів знайдемо ступені істинності найпростіших тверджень:
- Температура Висока: {\displaystyle \mu (85)=0.7};
- Температура Середня: {\displaystyle \mu (85)=1};
- Температура Низька: {\displaystyle \mu (85)=0.3};
- Витрати Великі: {\displaystyle \mu (3.5)=0};
- Витрати Середні: {\displaystyle \mu (3.5)=0.75};
- Витрати Малі : {\displaystyle \mu (3.5)=0.25}.

Потім обчислимо ступені істинності передумов правил:
- Температура низька і Витрати малі: {\displaystyle \mu (p1)=min(0.3,0.25)=0.25}.
- Температура Середня: {\displaystyle \mu (p2)=1}.
- Температура Висока або Витрати Великі: {\displaystyle \mu (p3)=max(0.7,0)=0.7}.

Етап активізації – визначаються функції належності кожного з висновків для розглянутої вихідної лінгвістичної змінної «Тиск».

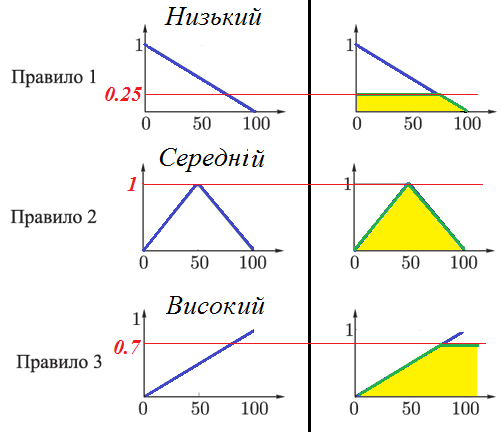
Рисунок 5 — Результати активізації

Етап акумулювання — об'єднання функцій належності, отриманих на етапі активізації, через побудову максимуму отриманих функцій належності (рис. 6).

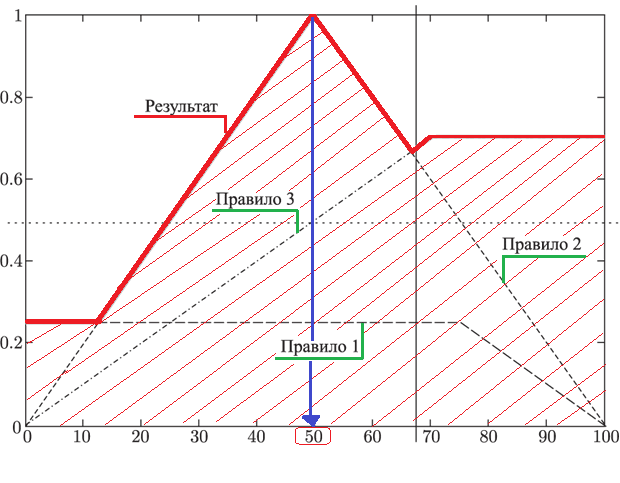
Рисунок 6 — Результат акумулювання

Етап дефазифікації. Отриману функцію належності вже можна вважати результатом. Це новий терм вихідної змінної «Тиск». Його функція належності сповіщає про ступінь істинності в значенні тиску при заданих значеннях вхідних параметрів і використанні правил, що визначають співвідношення вхідних та вихідних змінних. Але зазвичай все-таки потрібно якесь конкретне числове значення. Існує багато методів дефазифікації, але в цьому випадку досить методу першого максимуму. Застосовуючи його до отриманої функції належності, отримуємо, що значення тиску – 50.
Таким чином, якщо ми знаємо, що температура дорівнює 85, а витрати робочої речовини – 3,5, то можемо зробити висновок, що тиск дорівнює приблизно 50 (рис. 6).